# Les Mille et Une Nuits (film, 1969)
Pour les articles homonymes, voir Les Mille et Une Nuits (homonymie).
Les Mille et Une Nuits (千夜一夜物語, Senya Ichiya monogatari) est un film d'animation japonais conçu et écrit par Osamu Tezuka, réalisé par Eiichi Yamamoto et produit par le studio Mushi Production en 1969. Il tire bien entendu son inspiration du recueil de contes orientaux Les Mille et Une Nuits.
Le film est connu pour appartenir à la trilogie de films pour adultes (érotiques) « Animerama », produite par Mushi Production et Osamu Tezuka dans les années 1970. C'est aussi le tout premier film d'animation pour adultes de l'histoire du Japon.

## Résumé
Aladin, le personnage principal, est un jeune vendeur d'eau de Bagdad sans le sou, qui tombe amoureux d'une esclave nommée Miriam. Ils passent une nuit délicieuse ensemble, mais sont séparés par des bandits. Miriam mourra quelque temps après, laissant Aladin désespéré. Quinze ans après, ce dernier devient roi et cherche alors à se venger, tout en réunissant des femmes envoutantes dans son harem.

## Autour du film

### Production et contenu
À la fin des années soixante, Osamu Tezuka a l'ambition d'élargir son public – jusque-là essentiellement composé d'enfants – en réalisant des films pour adulte, qu'il appellera les Animerama. Senya Ichiya Monogatari est le premier d'entre eux - c'est d'ailleurs le premier film d'animation à caractère érotique du Japon.
L'animation a été réalisée en séparant les tâches : chaque animateur avait la responsabilité d'animer un personnage ou une scène. Tezuka lui-même a animé des séquences du film, par exemple la scène des Amazone et du serpent.
Au niveau du contenu, le film est moins érotique que les deux Animerama suivants, mais aborde des thèmes risqués comme les harems ou l'inceste. Destinée à être exportée, l'œuvre réunit dans ce but des éléments étrangers assez hétéroclites ; par exemple, le visage du héros est inspiré de l'acteur français Jean-Paul Belmondo, la musique tient du rock en vogue à l'époque, et l'intrigue est bien sûr tirée du recueil oriental des Milles et Unes nuits.

### Diffusion
Le film a été diffusé le 14 juin 1969 au Japon. La presse sera quelque peu divisée : la dimension commerciale du film a déplu, comme le fait que le héros – musulman – mange du porc et boive du vin, ce que sa religion interdit. D'ailleurs, la version qui sortira aux États-Unis sera largement censurée. Cela n'empêchera cependant pas le film de remporter un certain succès.

## Fiche technique
- Titre : Les Mille et Une Nuits
- Titre original : Senya Ichiya Monogatari (千夜一夜物語?)
- Pays :  Japon
- Genre : Anime
- Durée : 128 min
- Date de sortie : Japon : 14 juin 1969

### Staff
- D'après l'idée de : Osamu Tezuka
- Réalisateur : Eiichi Yamamoto
- Scénariste : Hiroyuki Kumai, Kazuo Fukasawa et Osamu Tezuka
- Musique : Isao Tomita
- Design des personnages : Takashi Yanase
- Directeur artistique : Takashi Yanase
- Directeur de l'animation: Sadao Miyamoto
- Directeur du son : Atsumi Tashiro (Group Takku)
- Directeur de la photographie : Akira Tsuchiya
- Producteur exécutif : Osamu Tezuka
- Prises de vues réelles : Yoshio Wakino
- Effets spéciaux : Hiramatsu Bijutsu Kôbô
- Studio : Mushi Production

Sources ,:

### Doublage VO
- Yukio Aoshima : Aladin
- Asao Koike : Kamarkim
- Haruko Katō : le génie
- Hiroshi Akutagawa : Budley
- Isao Hashizume : Aslarn
- Kyōko Kishida : Jaris et Miriam
- Noboru Mitsuya : Gin
- Sachiko Ito : Mardia

Sources, :

### Bande originale
Bien que le compositeur soit Isao Tomita, le thème principal d'Aladin a été créé et interprété par le groupe The Helpful Soul.

### Récompense
- Classé 105e meilleur film d'animation de tous les temps au Laputa Animation Festival de Tokyo en 2003[10].